# Antonio Salandra
Antonio Salandra (Troia, 1853 — Roma, 1931) foi um político conservador italiano que serviu como 21º primeiro-ministro da Itália entre 21 de Março de 1914 até 18 de Junho de 1916. Ele garantiu a entrada da Itália na Primeira Guerra Mundial ao lado da Tríplice Entente (Reino Unido, França e Império Russo) para cumprir as reivindicações irredentistas da Itália.

## Juventude e carreira política
Nasceu em Troia (Província de Foggia, Apúlia), formou-se na Universidade de Nápoles em 1875 e tornou-se instrutor e posteriormente professor de direito administrativo na Universidade de Roma.
Ele foi Ministro da Agricultura (1899–1900) no governo conservador de Luigi Pelloux e posteriormente Ministro do Tesouro (1906) e Ministro das Finanças italiano (1909–1910) no governo de Sidney Sonnino.

## Primeiro Ministro
Em março de 1914, o conservador Salandra foi trazida ao gabinete nacional com a queda do governo de Giovanni Giolitti, por escolha do próprio Giolitti, que ainda contava com o apoio da maioria dos parlamentares italianos. O governo de Salandra foi o mais conservador que a Itália havia visto por muito tempo. Salandra logo desentendeu com Giolitti sobre a questão da participação italiana na Primeira Guerra Mundial.
Com a eclosão da Primeira Guerra Mundial em agosto de 1914, Salandra declarou que a Itália não comprometeria suas tropas, sustentando que a Tríplice Aliança (Alemanha, Áustria-Hungria e a Itália) tinha apenas uma postura defensiva e a Áustria-Hungria tinha sido o agressor. Na realidade, tanto Salandra quanto seus ministros das Relações Exteriores, Antonino Paternò Castello, que foi sucedido por Sidney Sonnino em novembro de 1914, começaram a sondar qual lado daria a melhor recompensa pela entrada da Itália na guerra e para cumprir as reivindicações irrendentistas - aspiração de um povo a completar a própria unidade territorial nacional -  da Itália.

## Entrando na Primeira Guerra Mundial
Salandra usou o termo "egoísmo sagrado" (sacro egoísmo) para definir a visão da Itália de que lado a Itália entraria na guerra. Esperando que a guerra terminasse - no final do verão de 1915 - houve alguma pressão sobre a decisão a ser tomada.
As negociações foram iniciadas entre Sonnino, o ministro das Relações Exteriores britânico Edward Gray e o ministro das Relações Exteriores da França Jules Cambon.
Em 16 de fevereiro de 1915, apesar das negociações simultâneas com a Áustria, um correio foi despachado em grande segredo para Londres com a sugestão de que a Itália estava aberta a uma boa oferta da Entente. [...] A escolha final foi auxiliada pela chegada de notícias em março das vitórias russas nos Cárpatos. Salandra começou a pensar que a vitória da Entente estava à vista e estava tão ansiosa por não chegar tarde demais para uma participação nos lucros que instruiu seu enviado em Londres a abandonar algumas exigências e chegar a um acordo rapidamente. [...] O Tratado de Londres foi concluído em 26 de abril obrigando a Itália a lutar no prazo de um mês. [...] Somente em 4 de maio Salandra denunciou a Tríplice Aliança em uma nota privada aos seus signatários.
O pacto secreto, o Tratado de Londres ou Pacto de Londres (italiano: Patto di Londra), foi assinado entre a Tríplice Entente e o Reino da Itália. De acordo com o pacto, a Itália deveria deixar a Tríplice Aliança e ingressar na Tríplice Entente. A Itália deveria declarar guerra contra a Alemanha e a Áustria-Hungria dentro de um mês em troca de concessões territoriais no final da guerra.
Enquanto Giolitti apoiava a neutralidade, Salandra e Sonnino apoiavam a intervenção do lado dos Aliados e garantiam a entrada da Itália na guerra, apesar da oposição da maioria no parlamento. Em 3 de maio de 1915, a Itália revogou oficialmente a Tríplice Aliança. Nos dias seguintes, Giolitti e a maioria neutralista do Parlamento se opuseram à declaração de guerra, enquanto multidões nacionalistas se manifestavam em áreas públicas para entrar na guerra. Em 13 de maio de 1915, Salandra ofereceu sua renúncia, mas Giolitti, temeroso de uma desordem nacionalista que pudesse se tornar uma rebelião aberta, recusou-se a sucedê-lo como primeiro-ministro e a renúncia de Salandra não foi aceita.
Em 23 de maio de 1915, a Itália declarou guerra à Áustria-Hungria. Salandra esperava que a entrada da Itália no lado aliado traria a guerra a uma solução rápida, mas na verdade isso mudou pouco, e o primeiro ano da Itália na guerra foi marcado por um sucesso muito limitado. Após o sucesso de uma ofensiva austríaca do Trentino na primavera de 1916, Salandra foi forçada a renunciar.
Após a Primeira Guerra Mundial, Salandra moveu-se ainda mais para a direita e apoiou a ascensão de Mussolini ao poder em 1922. Nove anos depois, ele morreu em Roma.
Ele foi premiado com a Ordem da Estrela de Karađorđe.

## Trabalhos
É autor de um número considerável de obras sobre economia, finanças, história, direito e política. Esses incluem:
- Tratto della giustizia amministrativo (1904)
- La politica nazionale e il partito liberale (1912)
- Lezioni di diritto amministrativo (dois volumes, 1912)
- Politica e legislazione: saggi, raccolti da Giustino Fortunato (1915)
- Il discorso contro la malafede tedesca (1915)